# 문의청남대휴게소
문의청남대휴게소(文義靑南臺休憩所 / Munui Cheongnamdae Service Area)는 충청북도 청주시 상당구 문의면에 위치한 서산영덕고속도로의 고속도로 휴게소이다. 양방향 모두 존재한다.정식 휴게소 개장 전의 명칭은 문의주차장이었다. 고속도로에서의 표기 역시 주차장으로 되어 있었다. 주차장과 임시 휴게소은 말 그대로 주차 공간과 화장실 정도의 시설만 두고 있었다.
이후 임시 휴게소로 변경되어 시설 보강을 거쳐 화장실도 일반 고정형 화장실로 바뀌고, 편의점 및 자판기가 들어섰었다. 임시 휴게소의 공통 사항인 편의점과 화장실은 동일하다. 개설 당시에는 편의점도 없고 간이 화장실만 갖추고 있었지만, 한국도로공사의 임시 휴게소 시설 현대화 정책에 따라서 편의점과 고정형 수세식 화장실을 갖췄다. 편의점만의 독자적인 먹거리는 없지만, 컵라면을 팔고 있어 간단한 식사는 할 수 있다.

## 시설
- 주차장
- 화장실
- 화물휴게소 : 화물자 고객쉼터 (샤워시설, 탈의실, 안마의자 등)
- 정유소 : EX-OIL, 알뜰주유소
- 전기차충전소
- 브랜드매장 : BBQ, 신전떡볶이, 로띠번
- 현금 자동 입출금기

## 전후
서산방향
| 다음 지점   | ← | 현재 지점        | ← | 이전 지점         |
| ----------- | - | ---------------- | - | ----------------- |
| 청주 분기점 | ← | 문의청남대휴게소 | ← | 문의청남대 나들목 |
| 죽암휴게소  | ← | 문의청남대휴게소 | ← | 속리산휴게소      |

영덕방향
| 다음 지점   | ← | 현재 지점        | ← | 이전 지점         |
| ----------- | - | ---------------- | - | ----------------- |
| 청주 분기점 | → | 문의청남대휴게소 | → | 문의청남대 나들목 |
| 죽암휴게소  | → | 문의청남대휴게소 | → | 속리산휴게소      |